# Julia Heveus
Julia Sofia Heveus, född 28 maj 1996 i Matteus församling i Stockholm, är en svensk skådespelare utbildad vid Teaterhögskolan i Göteborg. Hon har bland annat gjort rollerna som Christina Rehnskiöld i säsong 3 av Vår tid är nu och som Nora i serien Gaslight. Hon spelar även Maja i TV-serien Terese i kassan och rollen som Mirjam i Lukas Moodyssons Tillsammans 99.

## Bakgrund
Julia Heveus är uppvuxen i Vasastan och gick på Matteusskolan i Stockholm.  Hon skulle börja sitt andra år på Calle Flygares Teaterskola när hon blev erbjuden att spela den nya huvudrollen Christina Rehnskiöld i säsong 3 av Vår tid är nu. Efter inspelningen flyttade hon till London. Hon började studera vid Högskolan för scen och musik 2020 och tog examen 2023. 
Heveus har åkt konståkning i många år och även dansat balett.

## Filmografi
- 2019 – Vår tid är nu (TV-serie)
- 2019 – Tystnad, tagning, kamera - Vår tid är nu (Dokumentär)
- 2020 – Weekend (kortfilm)
- 2021 – Den osannolika mördaren (TV-serie)
- 2022 – Partisan (TV-serie)
- 2023–2025 – Terese i kassan (TV-serie)
- 2023 – Maria Wern – Jacqueline
- 2023 – Gaslight (TV-serie)
- 2023 – Tillsammans 99
- 2023 – Främlingar (TV-serie)
- 2024 – U got to live a little liksom (kortfilm)
- 2025 – Kärlek fårever
- 2025 - Tystnaden (TV-serie)